# Općina Grosuplje
Općina Grosuplje (slo.: Občina Grosuplje) je općina u središnjoj Sloveniji u pokrajini Dolenjskoj i statističkoj regiji Središnja Slovenija. Središte općine je grad Grosuplje sa 7.625 stanovnika. 

## Zemljopis
Općina Grosuplje nalazi se u središnjem dijelu države i jugozapadno od Ljubljane. Središnji dio općine zauzima Grosupljanska kotlina. Na sjeveru i jugu izdiže se brdskoplaninski kraj.
U općini vlada umjereno kontinentalna klima. U općini nema većih vodotoka, a postoje i ponornice.

## Naselja u općini
Bičje, Blečji Vrh, Brezje pri Grosupljem, Brvace, Cerovo, Cikava, Čušperk, Dobje, Dole pri Polici, Dolenja vas pri Polici, Gabrje pri Ilovi Gori, Gajniče, Gatina, Gorenja vas pri Polici, Gornji Rogatec, Gradišče, Grosuplje, Hrastje pri Grosupljem, Huda Polica, Kožljevec, Lobček, Luče, Mala Ilova Gora, Mala Loka pri Višnji Gori, Mala Račna, Mala Stara vas, Mala vas pri Grosupljem, Male Lipljene, Mali Konec, Mali Vrh pri Šmarju, Malo Mlačevo, Medvedica, Paradišče, Pece, Peč, Plešivica pri Žalni, Podgorica pri Podtaboru, Podgorica pri Šmarju, Polica, Ponova vas, Praproče pri Grosupljem, Predole, Rožnik, Sela pri Šmarju, Spodnja Slivnica, Spodnje Blato, Spodnje Duplice, Sv. Jurij, Škocjan, Šmarje-Sap, Tlake, Troščine, Udje, Velika Ilova Gora, Velika Loka, Velika Račna, Velika Stara vas, Velike Lipljene, Veliki Vrh pri Šmarju, Veliko Mlačevo, Vino, Vrbičje, Zagradec pri Grosupljem,  Zgornja Slivnica, Zgornje Duplice, Žalna, Železnica

## Vanjske poveznice
- Službena stranica općine